# Ширачка равница
Ширакска равница или Ширакска котлина (јерм. Շիրակի ավազանի) је плитка котлина у северозападној Јерменији, у провинцији Ширак. Смештена је између Памбака на истоку, Ширакске планине на северу и Арагаца на југу, док је на западу ограничава ток реке Ахурјан (Арпачај), на надморским висинама између 1.600 и 1.800 метара. Укупна површина котлине је 600 км².
После Араратске равнице, ово је друго по површини котлинско подручје у Јерменији. У основи котлине лежи вулканогени туф, док површински слој чини плодни чернозем. Ширакска котлина представља један од најважнијих пољопривредних рејона Јерменије.
У централном делу котлине смештен је град Гјумри, административни центар марза Ширак и други по величини град у Јерменији (одмах после Јеревана). У котлини се налазе још и градови Артик и Маралик. У источном делу равнице налазе се рушевине древног града Анија, престонице јерменског Анијског царства.
Ово географско подручје раније се називало још и Ширакском долином, Гјумријском котлином, Гјумријском равницом, Лењинаканском равницом и Лењинаканским платоом. 